# Аронес, Файвиш Львович
Файвиш (Файвель Львович) Аронес (1893 или 1897, Двинск — 1982, Тель-Авив, Израиль) — еврейский театральный актёр, режиссёр и драматург, поэт и переводчик.

## Биография
Родился в 1893 или 1897 году в Двинске, в семье портного Лейба Гершоновича Аронеса (1857—?) и Хаи-Тойбы Абрамовны Аронес (урождённой Глуз, 1859—?). Член Поалей Цион. Участник Первой мировой войны, награждён Георгиевской медалью. Актёр государственных еврейских театров Харькова («Унзер Винкл») и Минска, Белорусской еврейской студии в Москве. Выступал с гастролями в Ялте, Фрунзе, Алма-Ате, Кисловодске, Евпатории, Харькове, Кременчуге, Полтаве, Киеве и других городах. С 1935 года работал актёром и режиссёром в Биробиджанском государственном еврейском театре. В театре ставились пьесы Аронеса («Бедно, но весело» и др.) и пьесы других драматургов, переведённые им на идиш.
Арестован в октябре 1949 года во время разгрома еврейской культуры в СССР. Обвинялся, в частности, в том, что «распространял среди своего окружения клеветнические измышления о якобы существующем в СССР „гонении на евреев“». приговорён к 10 годам ИТЛ. Реабилитирован 14 сентября 1956 года.
С 1972 года в Израиле. Лауреат Золотой медали Бней-Брака.
Автор переводов на идиш (поэзия и драматургия). Пьеса Аронеса «Аристократ» ставилась как в СССР, так и за границей. Книга лагерных стихотворений издана в 1980 году на идише.

### Семья
Жена — Берта (Белла) Аронес, сын — Марк (Майрум) Аронес. Племянник — Гершон Гинсбург, деятель еврейской культуры, участник Федерации еврейской культуры Южной Африки, член Южно-Африканской коммунистической партии.

## Фильмография
- 1935 — Граница — раввин[11]